# Victorinox

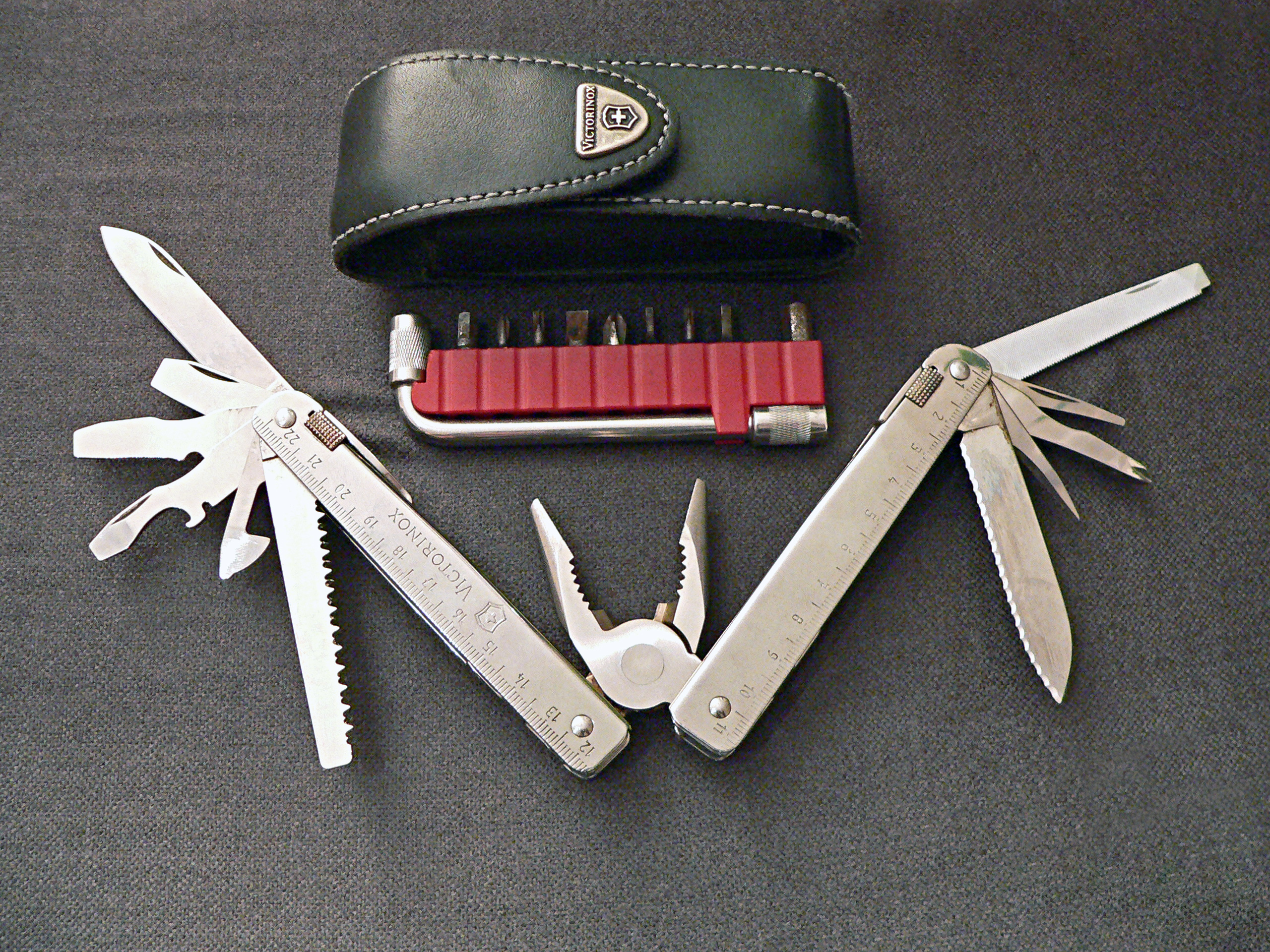
Victorinox Multitool

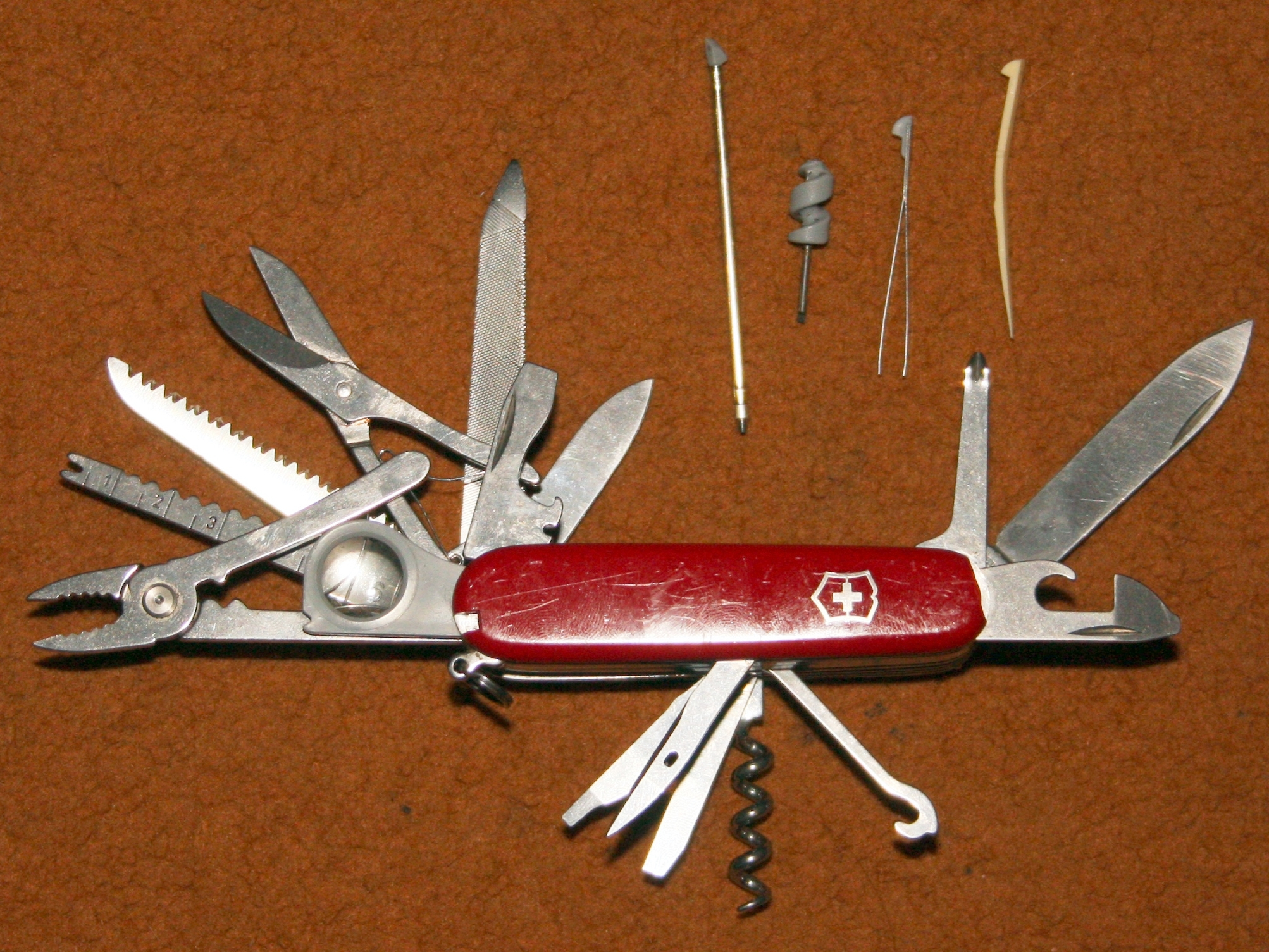
Victorinox SwissChamp

Victorinox (Original Swiss Armyknive) is de officiële fabrikant van Zwitserse legermessen. Eerder bestond naast Victorinox een andere officiële fabrikant genaamd Wenger (Genuine Swiss Armyknive) uit het Franstalige Delémont, maar dat is sinds 2005 onderdeel van Victorinox.
Het bedrijf werd gesticht in 1884, in het Duitstalige Ibach, door Karl Elsener. Vanaf 1891 leverde het bedrijf messen aan het Zwitserse leger. Het beroemde logo, een kruis in een schild, is in gebruik sinds 1909. In dat jaar overleed de moeder van de stichter Karl Elsener en ter ere van haar veranderde hij de naam van het bedrijf in Victoria. Toen in 1921 het roestvrij staal (Frans: acier inoxydable, vaak afgekort tot inox) werd geïntroduceerd werd de naam van het bedrijf opnieuw gewijzigd: Victorinox.
Na de aanslagen op 11 september 2001 werd de verkoop van (zak)messen in luchthavens en op vliegtuigen verboden, dit was voor Victorinox een zware financiële klap. Het bedrijf verhuurde zijn werknemers aan andere bedrijven tot er een oplossing kwam op deze 'crisis'. De oplossing was om naast het produceren van zakmessen ook horloges, bestek, schrijfgerei, bagage en zelfs klederdracht te gaan maken. De directeur gaf destijds als verklaring: "In een tijd als deze kan men niet op één product steunen."
Zwitserse legermessen worden veel gebruikt buiten het leger. Het zijn nuttige multifunctionele instrumenten voor het dagelijks leven.
De onderneming bleef steeds in handen van de familie, ook na het overlijden van Karl Elsener III in 2013. Zoon Carl Elsener IV is sinds 2007 CEO.